# Barakani
Barakani je maleni gradić na otoku Anjouan na Komorima. Prema popisu iz 1991. ima 3.787 stanovnika. Prema procjeni iz 2009. ima 6.665 stanovnika.